# Эль-Гуачаро (национальный парк)
Национальный парк Эль-Гуачаро (исп. Parque nacional El Guácharo) расположен на южных склонах гор Сьерра-Кумана, в 12 км от города Карипе, Монагас, Венесуэла. В центральной его части находится крупная пещера Гуачаро (Гуахаро), сложенная известняком.
В сентябре 1799 года пещеру посетил Александр фон Гумбольдт, который обнаружил, что тысячи птиц, населяющих её, принадлежат неизвестному науке виду. Исследователь назвал этих ночных плодоядных птиц в честь города Карипе — Steatornis caripensis Humb. (русское название — гуахаро).

## Пещера

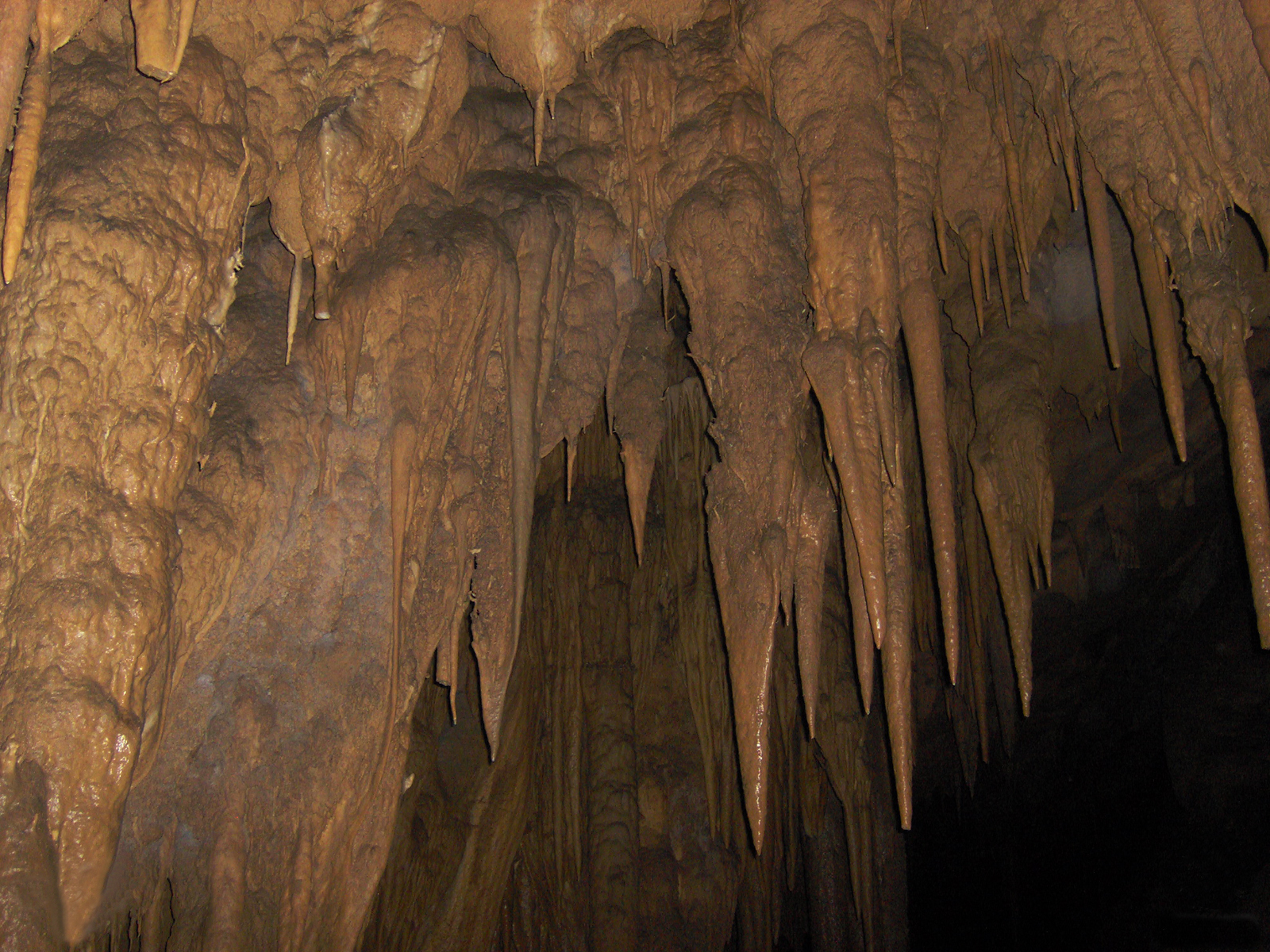
В пещере Гуачаро.

Пещера Гуачаро представляет собой карстовую полость в известняке протяжённостью свыше 10 км, со множеством камер и эффектных натёчных образований. В основном, внутри сохраняется температура около 19 °C и влажность около 100 %.

## Гуахаро (птицы)

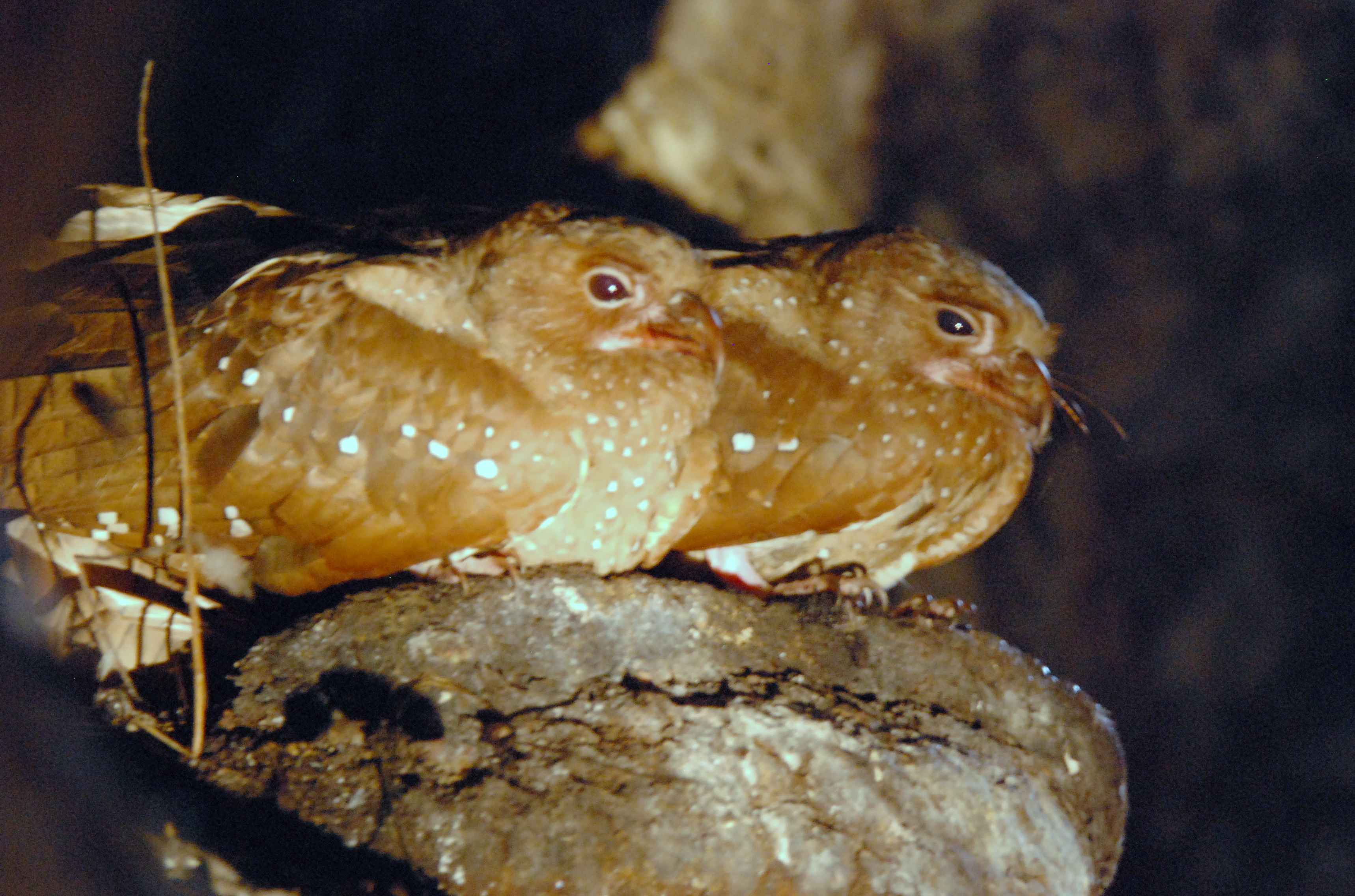
Гуахаро

Гуахаро — плодоядные птицы, гнездящиеся в галереях, прилегающих к входному отверстию; по ночам они покидают пещеру в поисках пищи. Испанское название guácharo связано с особенностями акустической сигнализации птиц и восходит к кечуанскому waqay («кричать», «плакать»). Окраска оперения коричневатая, с чёрными и белыми пятнами. Хвост длинный. Вокруг клюва имеются щетинки. Длина тела с учётом хвоста около 48 см (может доходить до 60 см при размахе крыльев 110 см).
Отходы жизнедеятельности гуахаро (экскременты, погадки и прочее), постепенно накапливаясь, формируют на дне пещеры слой гуано, который служит источником органического вещества для пещерной экосистемы.
Под вечер, когда сгущаются сумерки, множество птиц вылетает из пещеры, отправляясь кормиться. Это зрелищное событие могут наблюдать посетители национального парка.

## Охранный статус
В 1949 году пещера Гуачаро была признана памятником природы Венесуэлы.
Национальный парк Эль-Гуачаро был создан 24 апреля 1975 года с целью сохранения пещеры и лесных экосистем, в которых кормятся гуахаро. Абсолютные высоты в пределах этой особо охраняемой природной территории составляют 900—2340 м.
Национальный парк, в котором обитает 367 видов птиц, считается одной из ключевых орнитологических территорий. Гуахаро не входит в категорию видов, находящихся под угрозой исчезновения, но в неё включён гнездящийся здесь траурный крючкоклюв (Diglossa venezuelensis Chapman). К исчезающим представителям орнитофауны относится также обитающий в Эль-Гуачаро подвид небесного сильфа Aglaiocercus kingii berlepschi (Hartert, 1898), который иногда трактуется как самостоятельный вид. Альянс AZE рассматривает национальный парк Эль-Гуачаро вкупе с охраняемой зоной горного массива Турумикире как территорию, служащую в качестве убежища для исчезающих видов.

## Музей Гумбольдта
Недалеко от входа в пещеру располагается музей Александра Гумбольдта, основанный в 1949 году, экспозиция которого рассказывает не только о прославленном исследователе-энциклопедисте, но также о пещере, национальном парке и птицах гуахаро. Напротив пещеры находится памятник великому учёному.